# Claus Schiprowski
Claus Schiprowski (* 27. Dezember 1942 in Gelsenkirchen-Buer) ist ein deutscher Leichtathlet, der bei den Olympischen Spielen 1968 in Mexiko-Stadt die Silbermedaille im Stabhochsprung gewann (5,40 m: olympischer Rekord und Europarekord). In einem spannenden Wettkampf übersprang er dieselbe Höhe wie Olympiasieger Bob Seagren und Bronzemedaillengewinner Wolfgang Nordwig. Bei den Leichtathletik-Europameisterschaften 1966 erreichte er Platz acht (4,70 m).

## Leben
Schiprowski startete für Bayer 04 Leverkusen. 1966 und 1969 war er westdeutscher Vizemeister im Stabhochsprung sowohl in der Halle als auch im Freien, einen deutschen Meistertitel gewann er nicht. In seiner aktiven Zeit war er 1,76 m groß und wog 69 kg.
Für seine sportlichen Erfolge wurde er am 27. November 1968 durch Verleihung des Silbernen Lorbeerblattes geehrt.
Von 1972 bis zu seinem Ruhestand 2007 war Schiprowski als beamteter Kreissportlehrer beim Landkreis Hildesheim tätig. Er organisierte Schwimmkursangebote genauso wie Feriensportprogramme, die in vielen Stützpunkten in den Sommerferien stattfanden. Neben dem Schul- und dem Breitensport widmete er sich Mitte der 1970er Jahre auch dem Leistungssport im Landkreis. Unter seiner Führung baute er eine leistungssportorientierte Stabhochsprunggruppe auf, der es gelang, mehrere niedersächsische Landesrekorde aufzustellen. Sein besonderes Augenmerk galt dem Sportstättenbau, der sich 1981 im Sportstättenleitplan für den gesamten Landkreis Hildesheim niederschlug. Zu seinen Aufgaben gehörte auch die Übungsleiterausbildung im Bereich des Kreissportbundes Hildesheim.
Heute lebt Schiprowski in Pinneberg.